# Hønefoss
Hønefoss là một thị trấn ở hạt Buskerud, Na Uy, là trung tâm của khu đô thị tự quản Ringerike. Nó có cự ly 63 km về phía tây bắc bằng đường bộ từ thủ đô Oslo.
Năm 1852, Hønefoss nhận tư cách thị trấn và được tách ra từ Norderhov. Hønefoss kỷ niệm năm thứ 150 ngày thành lập thị trấn vào năm 2002.
Năm 1964, Hønefoss không còn là một đô thị tự quản riêng biệt và trở thành một phần của Ringerike.
Hønefoss nằm ở phía bắc của hồ Tyrifjorden, nơi Begna sông tạo thành thác nước Hønefossen, tạo cho thị trấn tên của nó. Hønefoss là một trung tâm công nghiệp của nội khu Østlandet, chứa nhiều nhà máy và công nghiệp khác. Dân số thời điểm 1/1/2008 là 14.777 người.